# Eurville-Bienville
Eurville-Bienville is een gemeente in het Franse departement Haute-Marne (regio Grand Est). De gemeente telde 2.001 inwoners op 1 januari 2022. De plaats maakt deel uit van het arrondissement Saint-Dizier.

## Geschiedenis
Eurville en Bienville waren twee dorpen die zich uitstrekten langs een baan, aan weerszijden van de Marne. In de 19e eeuw kwam er industrie in beide gemeenten, onder andere de Forges d’Eurville. In 1855 opende het treinstation van Bienville, dat tot 1912 de naam station Eurville droeg. Toen kreeg het station de naam Eurville-Bienville.
In 1972 fuseerden de gemeenten Eurville en Bienville. De drie genoemde gemeenten kregen de status van commune associée. Op 1 maart 1992 kwam het na een volksraadpleging tot een volledige fusie.

## Geografie
De oppervlakte van Eurville-Bienville bedroeg op 1 januari 2022 20,73 vierkante kilometer; de bevolkingsdichtheid was toen 96,5 inwoners per km².
Eurville bevindt zich op de linkeroever van de Marne, Bienville op de rechteroever.
In het westen van de gemeente begint het Forêt du Val, een groot bosgebied dat zich uitstrekt tussen de valleien van de Marne en de Blaise.
De onderstaande kaart toont de ligging van Eurville-Bienville met de belangrijkste infrastructuur en aangrenzende gemeenten.

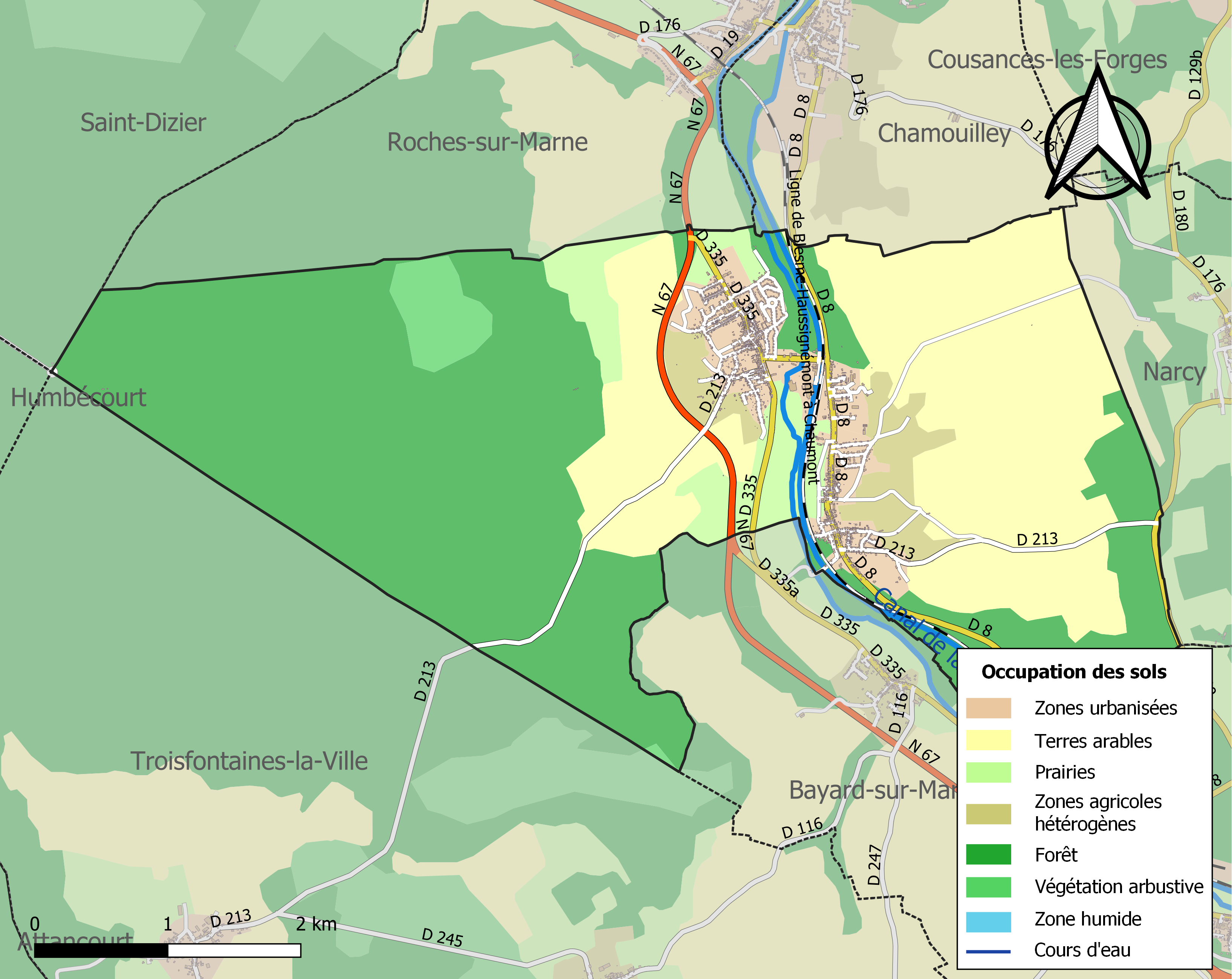

## Demografie
Onderstaande figuur toont het verloop van het inwonertal (bron: INSEE-tellingen).